# Gulfstream G150
De Gulfstream G150 is een door Gulfstream Aerospace Corporation gebouwde tweemotorige zakenjet. De G150 is een verbeterde Gulfstream G100 met een bredere en langere cabine en uitgerust met 19,7 kN stuwkracht Honeywell turbofans. FAA certificering vond plaats eind 2005. Van de Gulfstream G150 zijn tot 2017 120 exemplaren geproduceerd. 
De G150 werd in opdracht van Gulfstream gebouwd door de firma IAI in Israel. De complete airframes werden vervolgens overgevlogen naar de Verenigde Staten voor de inbouw van het interieur.